# 刘伶醉烧锅遗址
刘伶醉烧锅遗址，位于中国河北省保定市徐水区刘伶醉酒厂，公布时间为2001年2月7日公布为河北省文物保护单位，2006年5月25日公布为第六批全国重点文物保护单位。